# Jefferson Davis
Pour les articles homonymes, voir Davis.
Ne doit pas être confondu avec Jefferson Columbus Davis.
Jefferson Davis, né le 3 juin 1808 à Fairview (Kentucky) et mort le 6 décembre 1889 à La Nouvelle-Orléans (Louisiane), est un planteur esclavagiste, officier et homme d'État américain, président des États confédérés pendant la guerre civile américaine.
Né dans une région rurale, Davis grandit dans les plantations du Mississippi et de Louisiane. Il fut diplômé de l'académie militaire de West Point et combattit comme colonel durant la guerre américano-mexicaine. Il fut ensuite élu au Sénat des États-Unis dans le camp démocrate et devint secrétaire à la Guerre dans l'administration du président Franklin Pierce. Comme toutes celles du Sud, sa plantation du Mississippi dépendait de l'esclavage. Durant son mandat de sénateur, il s'opposa à la sécession mais défendit la souveraineté des États et leur droit inaliénable à quitter l'Union.
Unanimement choisi pour présider les États confédérés, il se révéla incapable de définir une stratégie pour maintenir l'indépendance de la Confédération face à l'Union plus puissante et organisée et ne parvint pas non plus à obtenir le soutien des puissances européennes. Les historiens ont généralement attribué de nombreuses faiblesses de la Confédération à Davis. Sa réticence à déléguer, son manque de popularité, ses disputes avec les gouverneurs et sa négligence des sujets économiques en faveur des questions militaires lui ont toutes été défavorables et il a ainsi été considéré comme un chef de guerre bien moins compétent que son adversaire unioniste, Abraham Lincoln.
Après sa capture en 1865, Davis fut accusé de trahison mais fut libéré au bout de deux ans sans avoir été jugé. Bien que devenu moins populaire chez les Blancs du Sud que son ancien général Robert Lee, il resta un symbole par son refus d'accepter la défaite et son opposition à la Reconstruction. Il publia ses mémoires en 1881 et encouragea le processus de réconciliation en demandant aux ex-confédérés d'être loyaux à l'Union. Bien que controversé, son héritage resta influent dans le Sud du moins au XXe siècle.

## Jeunesse
Jefferson Davis est né le 3 juin 1808 dans la résidence de sa famille à Fairview dans le Kentucky. Il était le dixième et dernier enfant de Samuel Emory Davis et de Jane Cook. Les grands-parents paternels de Davis étaient originaires de la région de Snowdonia en Galles du Nord et ils émigrèrent en Amérique du Nord au début des années 1700. Son grand-père paternel, Evan Davis, débarqua à Philadelphie avant de s'installer en Géorgie où il épousa Lydia Emory Williams qui avait deux fils issus d'une précédente union. Ils eurent ensemble un fils en 1756, Samuel Emory Davis, qui participa à la guerre d'indépendance dans l'armée continentale aux côtés de ses deux demi-frères. Après la guerre, il épousa Jane Cook originaire du comté de Christian et le couple s'installa dans ce qui est aujourd'hui Fairview à la limite entre les comtés de Christian et de Todd. Du côté de sa mère, Davis avait des ascendances anglaises et écossaises,. Samuel admirait Thomas Jefferson qui avait participé à la rédaction de la Déclaration d'indépendance et était président en 1808 et il nomma son dernier fils en son honneur. Son deuxième prénom, Finis, était rarement utilisé et il a peut-être été choisi car il serait probablement le dernier enfant du couple. Abraham Lincoln naquit huit mois plus tard à Hodgenville à moins de 160 km au nord-est.
La famille de Davis déménagea deux fois durant son enfance : en 1811 dans la paroisse de Sainte-Marie en Louisiane et moins d'un an plus tard dans le comté de Wilkinson dans le Mississippi. Trois des frères aînés de Davis servirent durant la guerre anglo-américaine de 1812. En 1813, Davis fut scolarisé dans la petite ville de Woodville près de la plantation de coton de la famille. Deux ans plus tard, il entra à l'école catholique de Saint-Thomas à St. Rose Priory dans le comté de Washington dans le Kentucky ; il était alors le seul élève protestant dans cette école gérée par l'ordre dominicain. Il intégra ensuite le Jefferson College de Washington dans le Mississippi en 1818 puis l'université Transylvania de Lexington dans le Kentucky en 1821. Son père mourut le 4 juillet 1824 alors qu'il n'avait que 16 ans.
Davis intégra l'académie militaire de West Point à la fin de l'année 1824. Il fut placé en détention pour son implication dans l'« émeute du lait de poule » à Noël 1826 après que du whisky eut été introduit clandestinement dans l'académie pour réaliser le cocktail et qu'un-tiers des élèves se soient enivrés. En juin 1828, il fut diplômé et arriva 23e de sa promotion de 33 élèves. Il fut alors assigné au 1er régiment d'infanterie et déployé à Fort Crawford dans la ville de Prairie du Chien dans le Territoire du Wisconsin. Le colonel Zachary Taylor avait récemment été nommé commandant du fort quand Davis y arriva au début de l'année 1829. Davis se rendit dans le Mississippi en mars 1832 lors de sa première permission depuis son déploiement. Il s'y trouvait encore quand éclata la guerre de Black Hawk mais il retourna à Fort Crawford en août. Le conflit étant terminé, Taylor le chargea d'escorter Black Hawk jusqu'à son lieu de détention à Saint-Louis dans le Missouri. Davis s'efforça de le protéger des curieux et le chef amérindien nota dans son autobiographie qu'il le traita « avec beaucoup de gentillesse » et qu'il montra de l'empathie pour sa situation de prisonnier,.

## Premier mariage

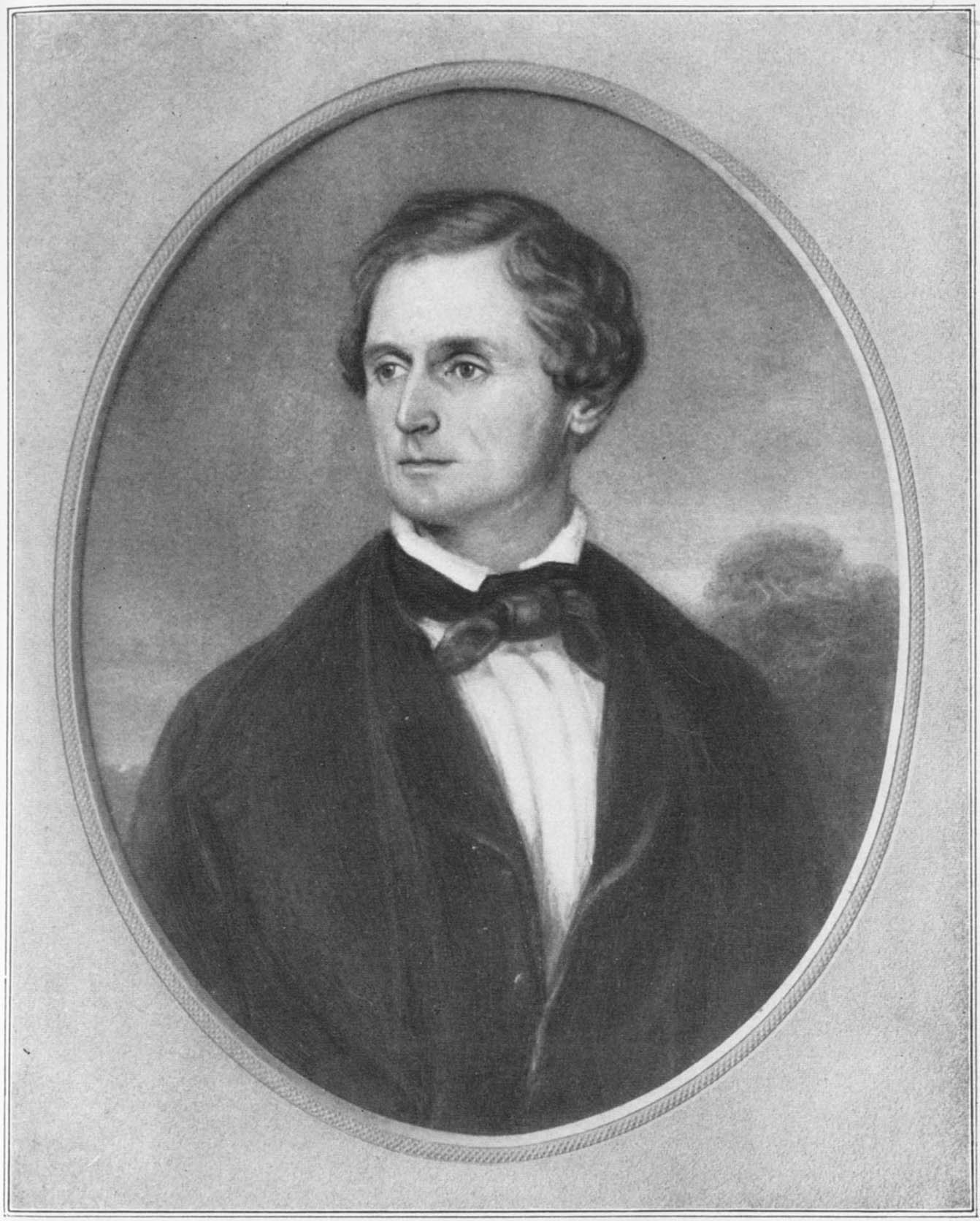
Miniature de Davis durant sa jeunesse.

Davis tomba amoureux de la fille de son commandant, Sarah Knox Taylor. Les jeunes gens cherchèrent l'approbation de Taylor pour se marier, mais ce dernier refusa, s'opposant à ce que sa fille subisse les conditions de vie difficiles des postes militaires de la Frontier. Davis comprenait les objections de Taylor et, après une discussion avec son frère aîné Joseph, il s'interrogea sur l'intérêt de poursuivre sa carrière militaire. Il hésita à quitter l'armée, mais son amour pour Sarah était plus fort et il démissionna dans une lettre datée du 20 avril 1835. Il s'était arrangé pour que la lettre soit envoyée au département de la Guerre le 12 mai, lorsqu'il ne reviendrait pas de permission; il n'informa pas son commandant de sa volonté de démissionner. Contre l'avis de Taylor, le couple se maria le 17 juin à Louisville, dans le Kentucky, et sa démission devint officielle le 30 juin.
Les affaires de Joseph étaient fructueuses et il possédait une plantation de 730 ha le long du Mississippi près de Vicksburg. Il souhaitait que son frère cadet et son épouse habitent à proximité et il leur offrit un terrain voisin appelé Brierfield (« champ de bruyères »).
En août 1835, les jeunes mariés se rendirent dans la résidence de la sœur de Jefferson, Anne, dans la paroisse de Feliciana Ouest en Louisiane, pour échapper à la chaleur des mois d'été dans l'arrière-pays. Ils y contractèrent cependant la malaria et Sarah mourut le 15 septembre, à l'âge de 21 ans, après seulement trois mois de mariage,. Davis était également gravement malade et sa famille craignit pour sa vie. Il se rétablit progressivement à l'automne.
À la fin de l'année 1835, Davis se rendit en convalescence à La Havane, sur l'île de Cuba ; il était accompagné par James Pemberton, alors son seul esclave. Il y observa les manœuvres militaires espagnoles et réalisa des dessins des fortifications. Les autorités locales savaient néanmoins qu'il était un ancien officier américain et lui demandèrent d'arrêter ses observations, même si rien n'indiquait qu'elles dépassaient la simple curiosité. Se sentant mieux, Davis embarqua pour New York, puis rentra dans le Mississippi en passant par Washington, où il rendit visite à son ancien camarade George W. Jones,. Il porta le deuil de Sarah pendant plusieurs années et vécut plus ou moins reclus dans sa plantation de Brierfield.

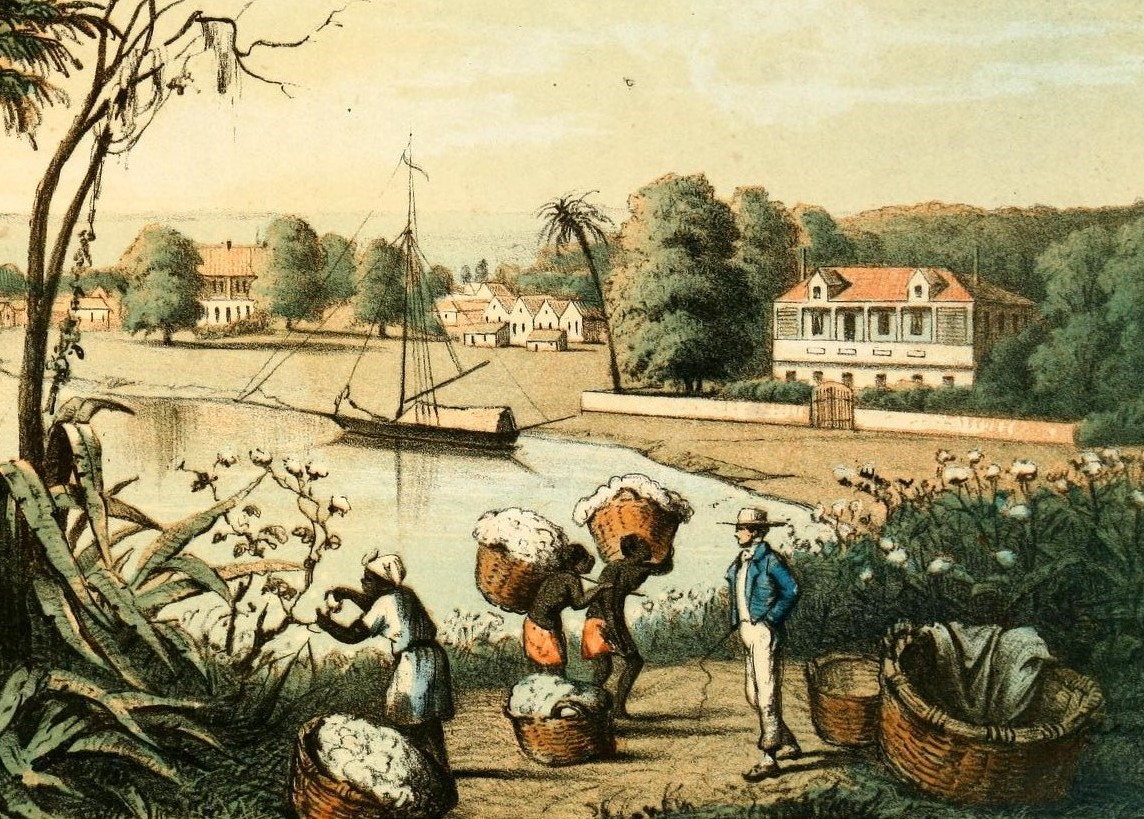
Esclaves récoltant le coton dans un plantation de la vallée du Mississippi, 1857.

Il consacra son temps au débroussaillage du domaine, à l'étude d'ouvrages d'histoire et de politique et à des débats avec son frère Joseph. En 1836, Davis acheta 16 esclaves ; il en avait 40 en 1840 et 74 en 1845.  En 1860, 113 esclaves travaillent pour lui. Pemberton, son premier esclave, devint régisseur de la plantation, une fonction inhabituelle pour un esclave du Mississippi,.
Davis entra en politique en 1840, après avoir assisté à un rassemblement du parti démocrate à Vicksburg ; à sa grande surprise, il fut choisi comme délégué du parti à la convention de l'État qui se tenait à Jackson. En 1842, il assista à la convention démocrate et l'année suivante, il fut choisi par le parti whig pour briguer le siège de représentant du comté de Warren mais échoua. En 1844, il fut nommé pour être l'un des grands électeurs du Mississippi lors de l'élection présidentielle et fit campagne dans tout l'État, pour le candidat démocrate James K. Polk,. À cette période, Davis se laissa persuader de se présenter à la Chambre des représentants et il fit campagne dans le Mississippi. En octobre 1845, il se rendit à Woodville pour donner un discours et rendre visite à sa mère, mais celle-ci était morte la veille de son arrivée. Il remporta l'élection.

## Second mariage

Photographie de Jefferson Davis et de Varina Howell en 1845

En 1844, Davis rencontra Varina Banks Howell (en) alors âgée de 17 ans que son frère Joseph avait invitée pour les fêtes de fin d'année. Elle était la petite-fille du gouverneur du New Jersey Richard Howell. Moins d'un mois après leur première rencontre, Davis la demanda en mariage et ils se fiancèrent malgré les inquiétudes de ses parents concernant son âge et ses ambitions politiques. Ils se marièrent le 26 février 1845.
Jefferson et Varina eurent six enfants ; trois moururent durant leur enfance. Samuel Emory, né le 30 juillet 1852 fut nommé d'après son grand-père et il mourut le 30 juin 1854 d'une maladie inconnue. Margaret Howell née le 25 février 1855 fut leur seul enfant à se marier et à fonder une famille ; elle mourut le 18 juillet 1909. Né le 16 janvier 1857, Jefferson Davis, Jr. mourut de la fièvre jaune le 16 octobre 1878 lors d'une épidémie dans la vallée du Mississippi qui fit 20 000 morts. Joseph Evan, né le 18 avril 1859, mourut à cinq ans d'une chute accidentelle le 30 avril 1864. William Howell, né le 6 décembre 1861, fut nommé d'après le père de Varina et il mourut de la diphtérie le 16 octobre 1872. Varina Anne, née le 27 juin 1864, ne se maria pas car ses parents refusèrent qu'elle épouse un abolitionniste du Nord et elle mourut le 18 septembre 1898,.
La santé de Davis resta fragile tout au long de sa vie. Il souffrit d'accès récurrents de malaria, des blessures reçues durant la guerre américano-mexicaine et d'une infection oculaire chronique qui le forçait à éviter la lumière vive. Il était également atteint d'une névralgie du trijumeau, une affection provoquant de violentes douleurs dans le visage,.

## Guerre américano-mexicaine
Lorsque la guerre américano-mexicaine éclata en 1846, Davis démissionna de son siège de représentant en juin et leva un régiment de volontaires dont il devint le colonel sous le commandement de son ancien beau-père, le général Zachary Taylor. Le 21 juillet, le régiment embarqua à La Nouvelle-Orléans pour rejoindre le Texas. Davis voulait que l'unité soit équipée du nouveau fusil M1841 à une époque où les mousquets à âme lisse étaient encore l'arme principale. Le président Polk avait promis de lui fournir ces fusils si Davis restait au Congrès le temps de voter sur un abaissement des droits de douane. Le général Winfield Scott s'opposa à cette livraison car il estimait que les armes n'avaient pas été suffisamment testées ; Davis insista et son régiment fut particulièrement efficace au combat mais l'affaire marqua le début d'une dispute durable avec Scott.
En septembre 1846, Davis participa à la bataille de Monterrey au cours de laquelle il mena une charge contre le fort de La Teneria. Le 22 février 1847, il reçut une balle dans le pied lors de la bataille de Buena Vista. En reconnaissance du courage de Davis, Taylor aurait déclaré, « ma fille savait mieux juger les hommes que moi ». Le 17 mai, Polk le nomma au grade de brigadier-général et lui offrit le commandement d'une brigade de milice. Davis déclina l'offre en avançant que, selon la Constitution, la nomination d'officiers de milice appartenait aux États et non au gouvernement fédéral.

## Retour en politique

### Sénateur

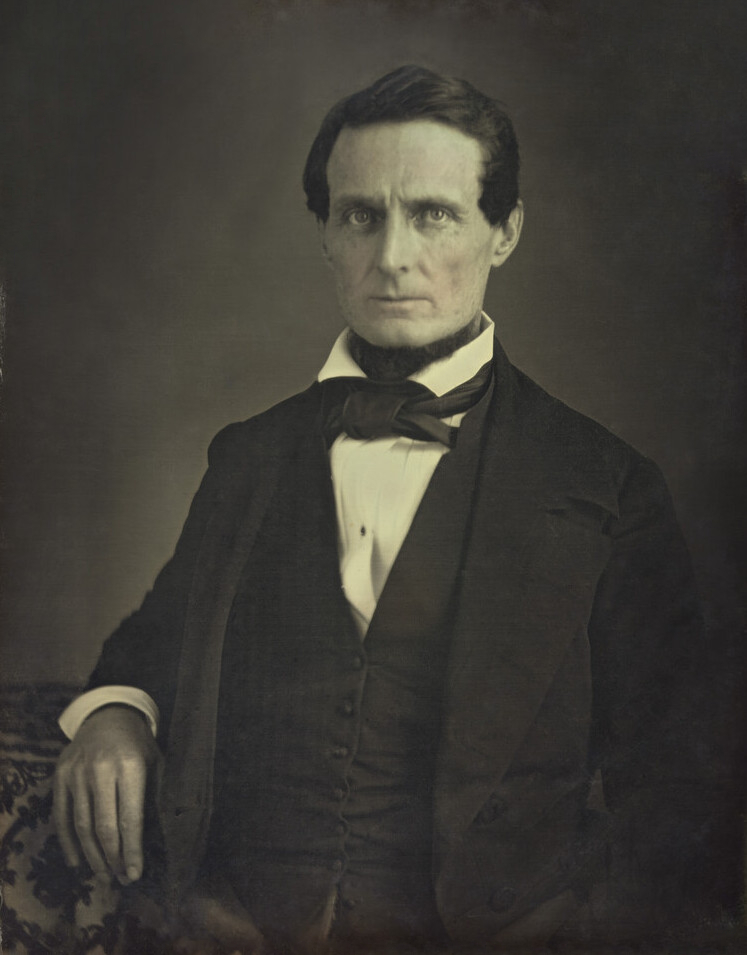
Davis vers 1847.

En récompense de son service, le gouverneur du Mississippi Albert G. Brown (en) le nomma pour remplacer le sénateur Jesse Speight (en) décédé le 1er mai 1847. Davis prit ses fonctions le 5 décembre et son mandat temporaire fut confirmé par un vote de la législature du Mississippi,. En décembre, il fut choisi pour présider la Smithsonian Institution et il intégra le comité des forces armées.
En 1848, Davis proposa un amendement au traité de Guadalupe Hidalgo qui aurait entraîné l'annexion d'une grande partie du Nord-Est du Mexique mais il fut rejeté par 11 voix contre 44. Concernant Cuba, il déclara qu'elle « doit être notre » pour « accroître le nombre de circonscriptions esclavagistes ». Il s'inquiétait également de la présence d'une colonie espagnole à quelques centaines de kilomètres des côtes de la Floride.
Un groupe de révolutionnaires cubains menés par Narciso López chercha à organiser un soulèvement contre la domination espagnole. Le général William J. Worth fut approché pour commander cette opération mais il mourut avant de donner sa réponse. À l'été 1849, López rendit visite à Davis pour lui proposer le commandement. S'il acceptait, il recevrait immédiatement 100 000 $ (environ 48 millions de dollars de 2012) et la même somme une fois que Cuba serait libéré. Davis déclina la proposition en avançant qu'elle serait en contradiction avec son devoir de sénateur. Lorsque López demanda qui il pourrait recommander, Davis lui suggéra de rencontrer le major Robert Lee qui se trouvait à Baltimore dans le Maryland. Ce dernier fut approché mais il refusa également,. López parvint à recruter le colonel américain William Crittenden mais son soulèvement fut rapidement écrasé et les deux hommes ainsi que la plupart des insurgés furent exécutés par les autorités espagnoles.
Le 3 décembre 1849, Davis fut nommé président du comité des forces armées et le 29 décembre, il fut élu pour un mandat complet de six ans ; avant l'adoption du XVIIe amendement de la Constitution en 1913, les sénateurs étaient élus par les législatures des États. Il décida néanmoins de rendre son siège en septembre 1851 pour briguer la fonction de gouverneur du Mississippi mais il fut battu de justesse par son collègue sénateur Henry S. Foote (en). Même s'il n'avait plus de fonctions officielles, Davis poursuivit ses actions politiques. Il participa ainsi à une convention sur les droits des États à Jackson en janvier 1852 et dans les semaines qui précédèrent l'élection présidentielle de 1852, il fit campagne dans plusieurs États du Sud pour le ticket démocrate composé de Franklin Pierce et de William King.

### Secrétaire à la Guerre

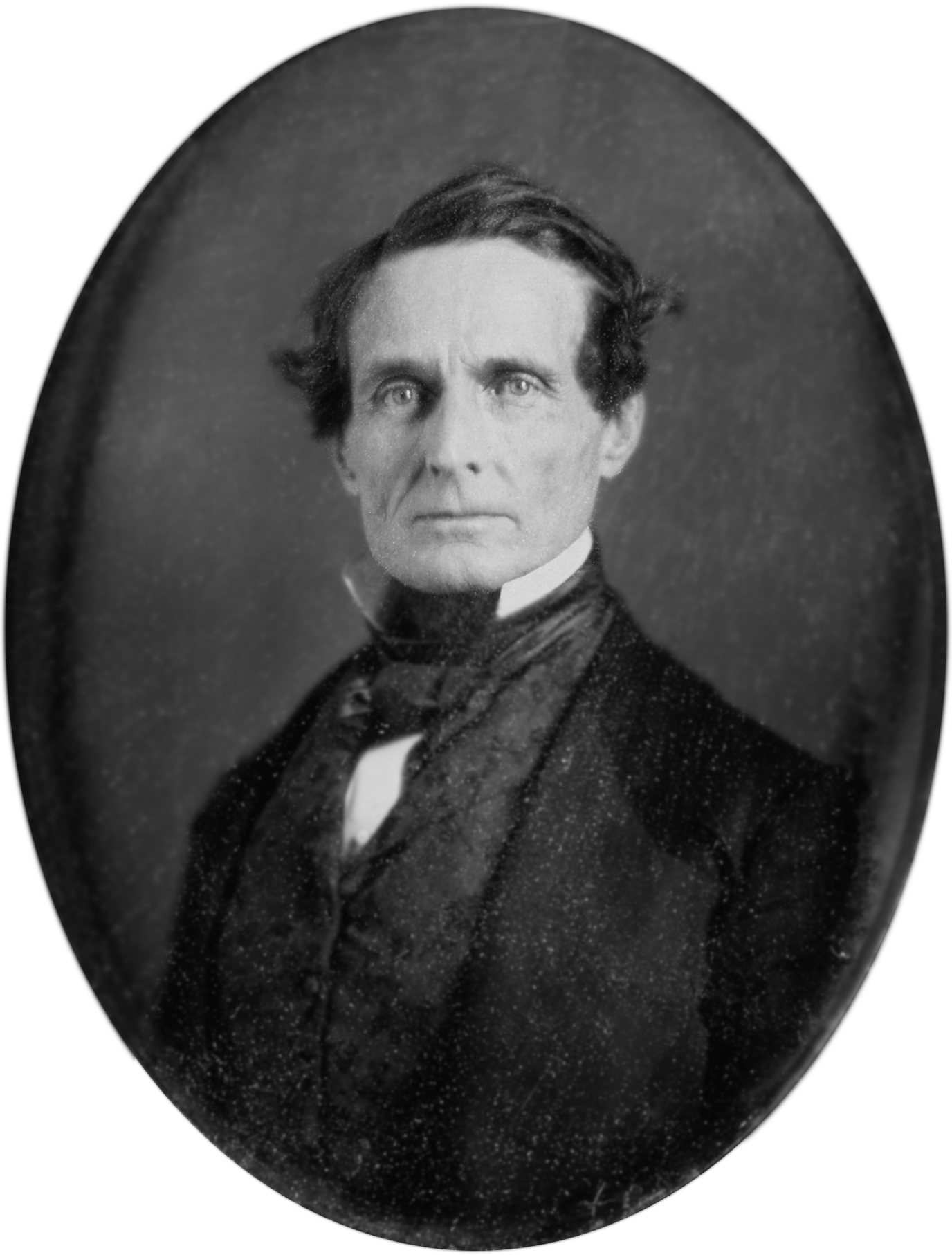
Davis vers 1853.

Franklin Pierce remporta l'élection et Davis fut nommé secrétaire à la Guerre. À ce poste, il lança une série d'expéditions dans l'Ouest pour déterminer le trajet du chemin de fer transcontinental et il défendit l'acquisition de l'actuel sud de l'Arizona en partie pour cette raison ; Pierce accepta et la région fut achetée au Mexique en décembre 1853. Davis estimait que la taille de l'armée régulière était insuffisante et il demanda une hausse des salaires dont la dernière remontait à 25 ans. Le Congrès approuva ces demandes et la création de quatre nouveaux régiments fit passer les effectifs de l'armée de 11 000 à 15 000. L'usage des fusils qui avaient été déterminants durant la guerre contre le Mexique fut également généralisé. Davis fut impliqué dans la construction de l'aqueduc de Washington et de l'agrandissement du Capitole. En 1856, James Buchanan remporta la nomination démocrate pour la présidence et fut élu face à John C. Frémont. Sachant qu'il ne serait pas reconduit dans ses fonctions, Davis décida de briguer un nouveau mandat de sénateur et il fut élu.
Davis a contribué à l'adoption de la loi Kansas-Nebraska en 1854 en permettant au président Pierce de l'approuver avant qu'elle ne soit soumise au vote. Ce projet de loi, qui a créé les territoires du Kansas et du Nebraska, a abrogé les limites imposées par le compromis du Missouri à l'esclavage et a laissé la décision sur le statut d'esclavagiste d'un territoire à la souveraineté populaire, ce qui a permis aux résidents du territoire de décider. L'adoption de ce projet de loi a conduit à la disparition du parti Whig, qui avait tenté de limiter l'expansion de l'esclavage dans les territoires. Il a également contribué à la montée du parti républicain et à l'augmentation de la violence civile au Kansas.

### Retour au Sénat
Dans les années 1840, les désaccords entre États du Nord et du Sud sur divers sujets dont notamment l'esclavage devinrent de plus en plus clivants. En 1846, le rejet de l'amendement Wilmot qui aurait interdit l'esclavage dans les territoires pris au Mexique accrut les tensions. Le compromis de 1850 apporta un répit mais les événements du Bleeding Kansas et l'arrêt Scott v. Sandford de la Cour suprême ne firent rien pour apaiser la situation. Dans le Sud, de plus en plus de voix s'élevèrent pour demander une sécession de l'Union.
Le mandat de Davis au Sénat fut interrompu au début de l'année 1858 par une maladie qui commença par une sévère grippe et qui menaça de lui faire perdre son œil gauche ; il fut obligé de rester dans une pièce sombre pendant quatre semaines. Il passa l'été 1858 à Portland dans le Maine et le 4 juillet, il donna un discours contre la sécession sur un navire près de Boston. Il défendit à nouveau l'unité le 11 octobre à Faneuil Hall et retourna au Sénat peu après.
Comme il l'expliqua dans ses mémoires, The Rise and Fall of the Confederate Government, Davis estimait que chaque État était souverain et qu'ils avaient donc le droit inaliénable de quitter l'Union. Dans le même temps, il conseillait aux sudistes de patienter car il ne pensait pas que le Nord autoriserait une sécession pacifique. Il savait également, en tant qu'ancien secrétaire à la Guerre, que le Sud n'avait pas les ressources militaires et économiques suffisantes pour mener une guerre. Les événements se précipitèrent néanmoins à la suite de l'élection de l'abolitionniste Abraham Lincoln en novembre 1860. Le 20 décembre, la Caroline du Sud décida de faire sécession et elle fut suivie par le Mississippi le 9 janvier puis par tous les États du Sud. Davis s'attendait à cette décision mais il attendit d'en recevoir une notification officielle. Le 21 janvier, jour qu'il qualifia de « plus triste de ma vie », il donna un discours d'adieux devant le Sénat avant de rejoindre le Mississippi.

## Président des États confédérés

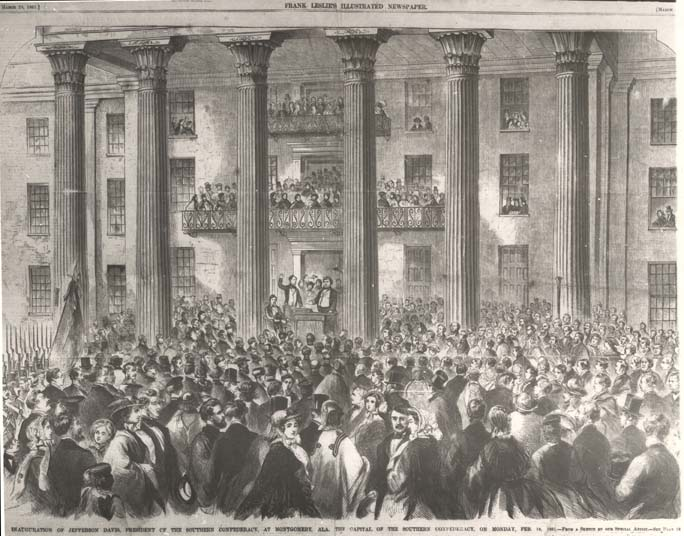
Investiture de Jefferson Davis au pied du capitole de l'État de l'Alabama le 18 février 1861.

Prévoyant que ses services seraient demandés, Davis avait envoyé un télégramme au gouverneur du Mississippi John J. Pettus (en) indiquant : « Définissez ce dont le Mississippi exige de moi et placez-moi en conséquence ». Le 23 janvier 1861, Pettus le nomma major général de l'armée du Mississippi. Le 9 février, une convention constituante se rassembla à Montgomery en Alabama pour choisir un président provisoire des États confédérés d'Amérique. Davis fut opposé à Robert Toombs de Géorgie mais il obtint le soutien de six des sept États et arriva facilement en tête. Il était considéré comme le « champion de la société esclavagiste et incarnait les valeurs de la classe des planteurs » ; Alexander Stephens fut choisi comme son vice-président,. Il fut investi le 18 février 1861,,. Davis avait été nommé en raison de son passé militaire et politique. Il voulait être le commandant en chef des armées confédérées mais il déclara qu'il ferait de son mieux quelle que soit sa fonction. Son épouse écrivit plus tard que lorsqu'il reçut le télégramme annonçant qu'il avait été choisi en tant que président, « il sembla si affecté que j'ai craint qu'une catastrophe s'était abattue sur notre famille ».
Plusieurs forts situés en territoire confédéré restaient sous le contrôle des Unionistes. Davis envoya des représentants à Washington pour offrir de racheter les possessions fédérales au Sud et d'assumer sa part de la dette nationale mais Lincoln refusa toute discussion. Des échanges informels eurent lieu avec le secrétaire d'État William Henry Seward par l'intermédiaire du juge de la Cour suprême John A. Campbell (en), originaire de l'Alabama mais qui n'avait pas encore démissionné ; Seward indiqua que Fort Sumter près de Charleston en Caroline du Sud serait évacué mais il ne donna pas de date précise.
Le 1er mars 1861, Davis plaça le général Pierre Gustave Toutant de Beauregard à la tête de toutes les troupes confédérées dans la région de Charleston. Ce dernier devait préparer ses forces mais éviter toute confrontation avec les défenseurs du fort. Lorsque Lincoln décida de réapprovisionner la fortification, Davis ordonna à Beauregard de demander sa reddition et en cas de refus, de le prendre par la force. Le major Robert Anderson refusa de se rendre et Beauregard fit bombarder le fort le 12 avril, ce qui marqua le début de la guerre de Sécession.
Au début du conflit, près de 21 millions de personnes vivaient dans le Nord et l'Ouest contre 9 millions dans le Sud. Les territoires contrôlées par l'Union disposaient d'une industrie bien supérieure, d'un réseau ferroviaire deux fois plus dense ainsi que de la plupart des usines d'armement. De plus, la plupart des navires de la Marine restèrent fidèles à l'Union. Lorsque la Virginie rejoignit la Confédération, le gouvernement confédéré s'installa à Richmond en mai 1861. Président provisoire depuis février 1861, Davis fut élu sans opposition pour un mandat de six ans le 6 novembre et fut investi le 22 février 1862.
En juin 1862, Davis nomma Robert E. Lee pour remplacer Joseph E. Johnston blessé à la tête de l'armée de Virginie du Nord, la principale armée confédérée sur le théâtre oriental. En décembre, il inspecta les troupes sur le théâtre occidental. Davis était entouré par un cercle très réduit de conseillers militaires et il décidait généralement seul de la conduite des opérations même s'il respectait les opinions de Lee. Étant donné les ressources limitées de la Confédération, il décida de mener une stratégie essentiellement défensive. Il organisa des offensives quand il estimait que des succès militaires permettraient de faire vaciller la volonté de l'Union et d'y renforcer le camp de la paix. Ces campagnes ne permirent néanmoins pas de remporter de victoire décisive.

### Administration

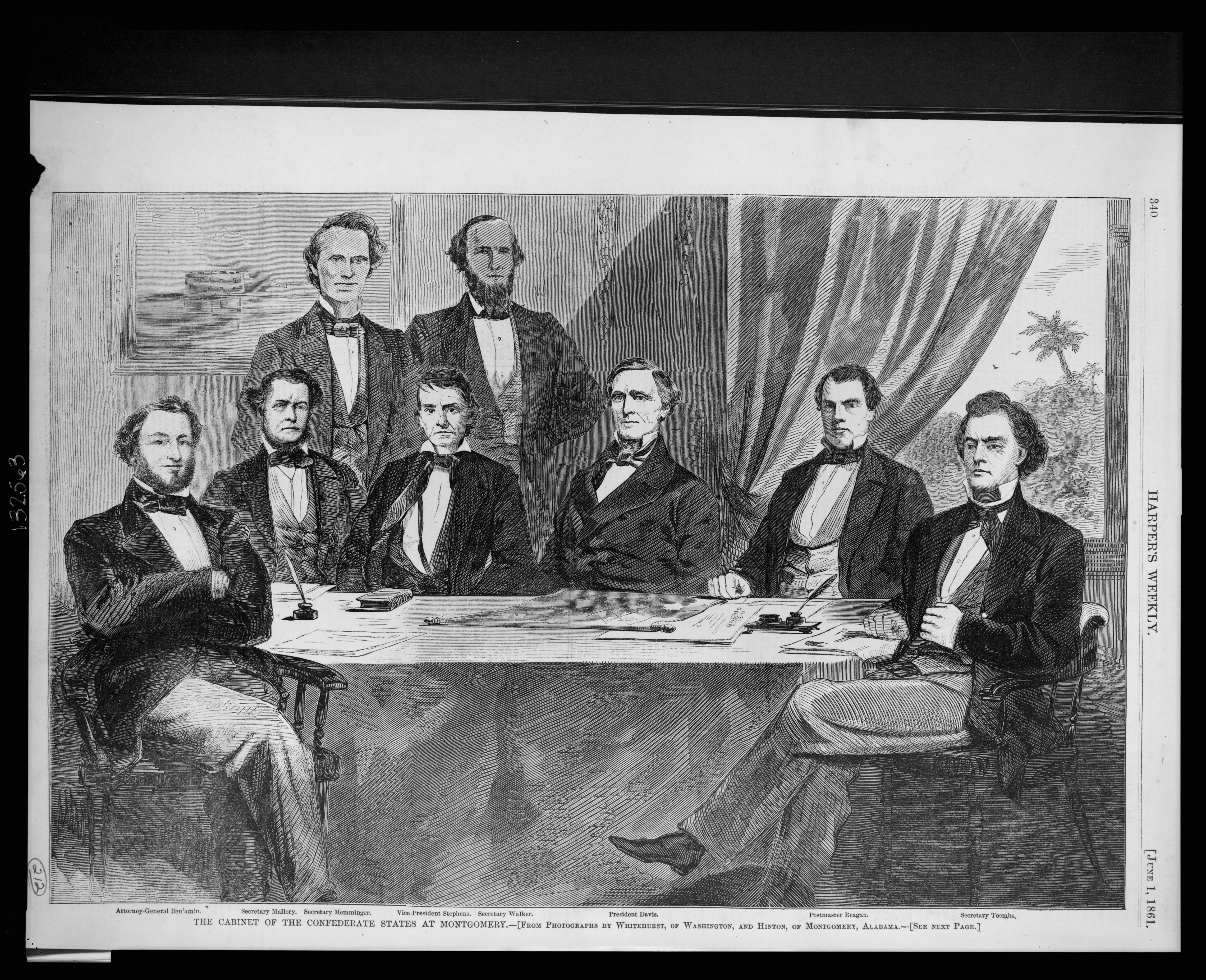
Le premier cabinet confédéré en 1861. De gauche à droite : Judah Benjamin, Stephen Mallory,, Alexander Stephens, Leroy Pope Walker, Jefferson Davis, John Reagan et Robert Toombs.

Davis forma son gouvernement après être devenu président provisoire en 1861. Robert Toombs de Géorgie fut nommé secrétaire d'État, Christopher Memminger (en) de Caroline du Sud devint secrétaire au Trésor et Leroy Pope Walker de l'Alabama fut choisi pour le poste de secrétaire à la Guerre après avoir été recommandé par Clement Clay et William Yancey. John Reagan du Texas devint ministre des Postes, Judah Benjamin de la Louisiane fut nommé avocat général et Davis insista pour que Stephen Mallory de la Floride soit nommé au département de la Marine. Comme la Confédération avait été principalement fondée pour maintenir l'esclavage et le droit des États à préserver cette institution, Davis devait assurer la représentation de tous les États dans son administration. Cela provoqua des tensions car il y avait plus d'États que de fonctions gouvernementales.
Avec la poursuite de la guerre, le mécontentement s'accrut et il y eut de fréquents changements au sein du Cabinet. Toombs, ayant aspiré à la présidence et déçu de son statut de conseiller, démissionna quelques mois après sa nomination pour rejoindre l'armée. Robert M. T. Hunter, de Virginie, le remplaça au poste de secrétaire d'État le 25 juillet 1861. Le 17 septembre, Walker démissionna en raison de ses disputes avec Davis qui avait critiqué sa gestion du département de la Guerre ; il demanda à être nommé à la tête des troupes en Alabama et cela fut accepté. Benjamin lui succéda et Thomas Bragg de Caroline du Nord (le frère du général Braxton Bragg) prit la place de Benjamin en tant qu'avocat général.
Après l'élection de novembre 1861, Davis annonça la composition de son gouvernement permanent en mars 1862. Benjamin devint secrétaire d'État et George Wythe Randolph de Virginie fut nommé secrétaire à la Guerre. Mallory et Reagan conservèrent leurs fonctions jusqu'à la fin de la guerre tandis que Thomas H. Watts de l'Alabama devint avocat général.
En 1862, Randolph démissionna et James Seddon de Virginie le remplaça. À la fin de l'année 1863, Watts démissionna de son poste d'avocat général pour devenir gouverneur de l'Alabama et George Davis (en) de Caroline du Nord lui succéda. En 1864, Memminger quitta le secrétariat au Trésor en raison de l'hostilité du Congrès et fut remplacé par George Trenholm (en) de Caroline du Sud. En 1865, la même opposition du Congrès entraîna la démission de Seddon et il fut remplacé par John Breckinridge du Kentucky.

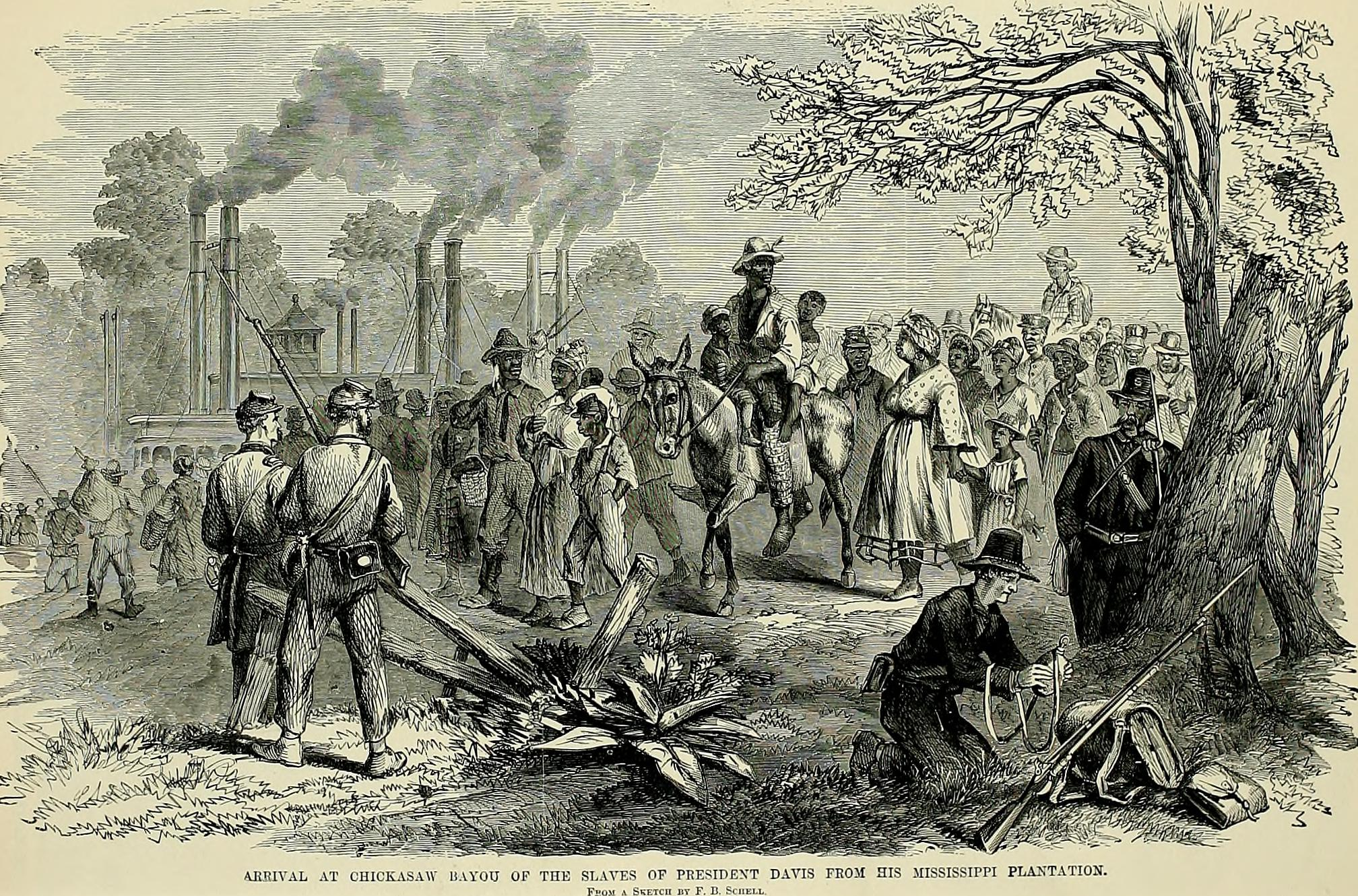
Arrivée au bayou de Chickasaw en 1863 des esclaves libérés de la plantation de Jefferson Davis.

Le coton était le principal produit d'exportation du Sud, la base de son économie et sa production dépendait du travail des esclaves. Dès le début de la guerre de Sécession, Davis réalisa que le soutien des puissances européennes serait indispensable pour résister à l'Union. De fait, l'industrie textile européenne reposait fortement sur le coton sudiste et la pénurie provoqua des tensions au Royaume-Uni et en France. La situation était donc apparemment favorable à la Confédération mais plusieurs facteurs empêchèrent un soutien européen à cette dernières. Le blocus de l'Union interrompit les exportations confédérées mais la diplomatie unioniste parvint à empêcher toute reconnaissance officielle de la Confédération. De plus, les États européens étaient largement abolitionnistes et la proclamation d'émancipation de 1863 rendit le soutien à la Confédération moins populaire. Enfin, avec la poursuite de la guerre et l'incapacité confédérée à remporter suffisamment de victoires, les puissances étrangères doutèrent de la capacité de la Confédération à obtenir son indépendance. Finalement, aucun pays ne reconnut les États confédérés d'Amérique.

### Conduite du conflit

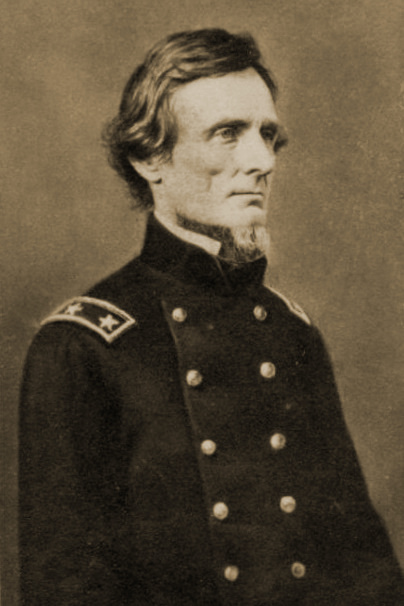
Jefferson Davis dans les années 1860.

La plupart des historiens ont sévèrement critiqué les erreurs stratégiques de Jefferson Davis, ses choix en matière de commandants, souvent dictés par ses amitiés, et son incurie concernant les événements qui se déroulaient à l'arrière,. Jusqu'à la fin de la guerre, il résista à ceux qui voulaient nommer un général en chef, préférant s'occuper lui-même des questions militaires. Il céda finalement et cette fonction fut déléguée à Lee le 31 janvier 1865 mais cela était trop tard.
Davis insista également pour que tous les territoires de la Confédération soient défendus avec la même priorité. Cette stratégie dispersa les ressources de la Confédération qui fut incapable de s'opposer aux offensives de l'Union. Il commit d'autres erreurs stratégiques, autorisant par exemple Lee à attaquer l'Union en 1862 et 1863, alors que la situation des Confédérés sur le théâtre occidental était très délicate. Le 3 juillet 1863, Lee fut battu à la bataille de Gettysburg ; Vicksburg tomba le lendemain, et l'Union prit alors le contrôle du Mississippi et coupa la Confédération en deux. À Vicksburg, le manque de coordination des troupes sur les deux rives du fleuve était essentiellement liée à l'incapacité de Davis à créer un état-major cohérent ou à contraindre des officiers comme les généraux Edmund Kirby Smith, Earl Van Dorn et Theophilus H. Holmes à opérer de manière coordonnée.
On a reproché à Davis son incapacité à contrôler ses généraux, et on a pris comme exemple son refus de régler un différend entre son ami Leonidas Polk et Braxton Bragg, qui avait perdu la confiance de ses subordonnés à la suite de plusieurs défaites. À l'inverse, il releva de ses fonctions l'efficace mais prudent Joseph E. Johnston et le remplaça par le téméraire John Bell Hood, incapable de défendre efficacement Atlanta.
Davis adressait ses discours aux soldats et aux politiciens, mais ignorait généralement les catégories populaires qui finirent par s'irriter de son favoritisme envers les riches et les puissants ; Davis ne parvint donc pas à exploiter le sectionalisme sudiste. L'interventionnisme du gouvernement confédéré dans l'économie fut bien plus important que dans l'Union.
Davis n'utilisa pas la fonction présidentielle pour mobiliser le peuple autour d'une rhétorique enthousiasmante et recommandait à ses auditeurs d'être fatalistes et de se tenir prêts à mourir pour leur nouveau pays. Hormis deux voyages d'un mois, au cours desquels il rencontra quelques centaines de personnes, Davis resta relativement isolé à Richmond ; le tirage des journaux était limité et la plupart des confédérés recevaient peu d'informations favorables à son sujet.
Pour financer la guerre, le gouvernement confédéré commença par émettre des obligations, dont le succès ne permit jamais de satisfaire les besoins financiers du nouvel État. Les impôts étaient plus faibles que dans l'Union et leur collecte moins efficace, tandis que les investissements européens restaient insuffisants. Avec la poursuite du conflit, le gouvernement confédéré et les différents États imprimèrent de plus en plus de papier monnaie. L'inflation passa de 60 % en 1861 à 300 % en 1863 et 600 % en 1864 sans que Davis n'ait semblé prendre conscience du problème,. En avril 1863, les pénuries alimentaires causèrent des émeutes à Richmond et de nombreux magasins furent pillés avant que Davis ne ramène l'ordre par la force. Il s'opposa régulièrement à son vice-président et ses relations avec les gouverneurs furent très tendues.
Malgré une expérience militaire plus importante, Davis est largement considéré comme un chef de guerre bien moins efficace que Lincoln. Davis aurait préféré être un général et en tant que président, il délégua peu de ses prérogatives militaires. Selon l'historien William J. Cooper, Jr. :

« Lincoln était souple ; Davis était rigide. Lincoln voulait gagner ; Davis voulait être juste. Lincoln avait une vision globale des objectifs stratégiques du Nord ; Davis fut incapable d'élargir sa vision étroite. Lincoln chercha le bon général puis le laissa combattre ; Davis soutint continuellement ses favoris et interféra excessivement avec ses généraux même avec Robert E. Lee. Lincoln mena sa nation ; Davis ne parvint pas à rallier le Sud. »

De nombreux facteurs contribuèrent à la victoire de l'Union et Davis savait dès le départ que la Confédération était dans une position clairement défavorable. Mais finalement, Lincoln aida à remporter la victoire tandis que Davis contribua à la défaite.

### Fin de la guerre

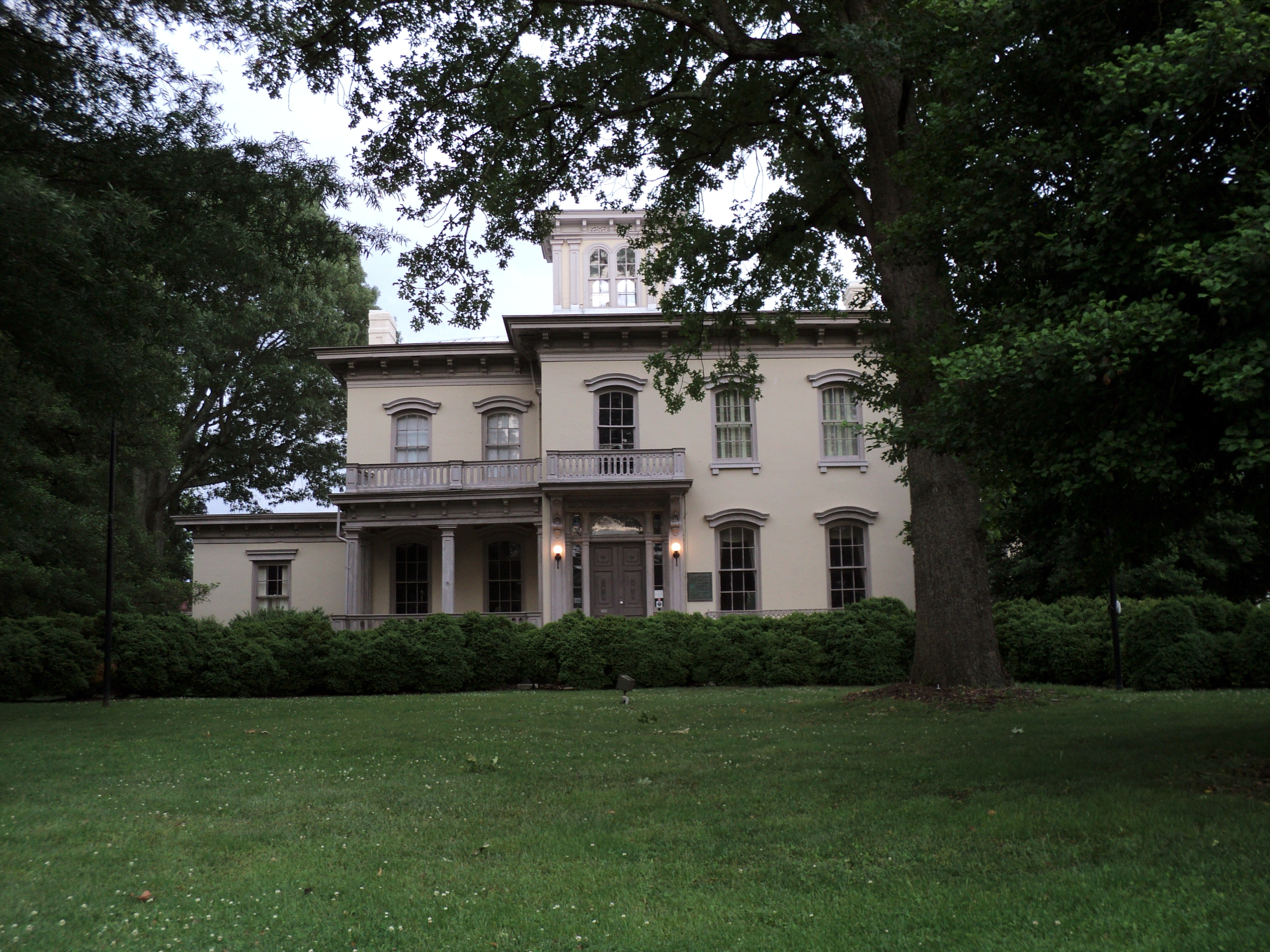
La résidence de William T. Sutherlin à Danville en Virginie qui fut surnommée le « dernier capitole de la Confédération ».

Le 3 avril 1865, les troupes nordistes du général Ulysses S. Grant étant sur le point de prendre Richmond, Davis s'enfuit à Danville avec le cabinet confédéré ; Lincoln s'installa dans son ancien bureau deux jours plus tard. Davis resta dans la résidence de William T. Sutherlin du 3 au 10 avril. Il apprit la reddition de Lee le 12 avril et délivra sa dernière proclamation officielle avant de rejoindre Greensboro en Caroline du Nord.
Après la reddition de Lee, plusieurs dirigeants confédérés se rassemblèrent à Shreveport en Louisiane et se prononcèrent en faveur de la poursuite de la guerre. Il fut envisagé de transférer Davis et son gouvernement à La Havane où ils pourraient se regrouper et continuer la résistance à l'ouest du Mississippi.
Davis exprima ses condoléances après l'assassinat de Lincoln mais il savait que son successeur, Andrew Johnson, serait moins dur avec les États ex-confédérés. Ce dernier offrit une récompense de 100 000 $ (environ 18 millions de dollars de 2012) pour l'arrestation de Davis qu'il accusa d'avoir participé à l'assassinat de Lincoln. Alors que l'armée confédérée se désintégrait, la recherche de Davis par les troupes unionistes s'intensifia.
Davis rencontra son cabinet pour la dernière fois le 5 mai 1865 à Washington en Géorgie et le gouvernement confédéré fut officiellement dissous. Davis, sa famille et une légère escorte furent capturés le 10 mai à Irwinville dans le comté d'Irwin. Il fut rapporté que Davis portait le manteau de son épouse sur ses épaules lors de sa fuite ce qui inspira les caricatures le représentant comme une femme alors qu'il voulait éviter la capture. Davis ne s'était cependant pas déguisé et l'épais châle de son épouse lui avait été mis sur les épaules par son esclave et valet, James H. Johnson, pour le protéger de « la froide atmosphère des premières heures du matin ». Dans le même temps, les biens de Davis se trouvaient dans un train à destination de Cedar Key en Floride. Ils furent initialement cachés dans la propriété du sénateur David Levy Yulee puis confiés à un agent ferroviaire à Waldo. Ces possessions ainsi que des documents officiels furent saisis par des soldats unionistes le 15 juin,,.

## Emprisonnement

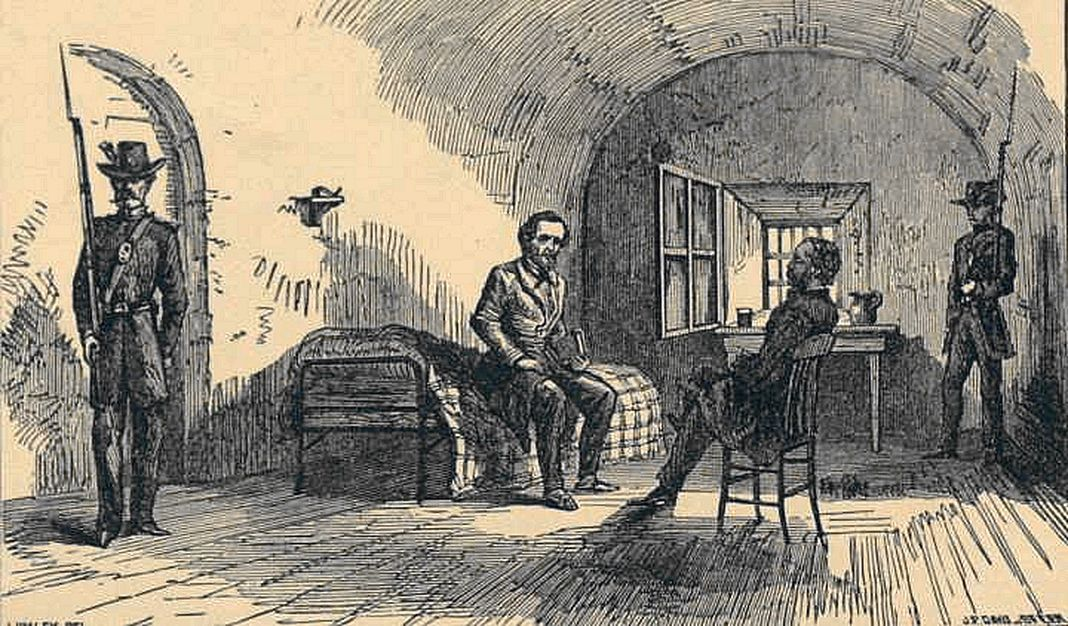
Illustration représentant Jefferson Davis durant sa détention.

Le 19 mai 1865, Davis fut emprisonné à Fort Monroe sur la côte de Virginie. Sur ordre du général Nelson Miles responsable de la fortification, il fut enchaîné (en) au niveau des chevilles, ne fut pas autorisé à recevoir des visites et n'avait accès à aucun livre en dehors de la Bible. Sa santé commença à décliner les médecins s'inquiétèrent pour sa vie ; ces conditions de détention furent néanmoins maintenues jusqu'à la fin de l'automne quand il eut accès à un meilleur traitement. Miles fut transféré au milieu de l'année 1866 et la situation de Davis continua de s'améliorer. 
Le pape Pie IX lui envoya un portrait où était inscrit la phrase en latin tirée de l'évangile selon Matthieu (Matthieu 11,28) « Venite ad me omnes qui laboratis, et ego reficiam vos, dicit Dominus » pouvant être traduite par « Venez à moi, vous tous qui êtes fatigués et chargés, et je vous donnerai du repos ». La couronne d'épines tressée accompagnant le portrait a souvent été attribuée au pape mais il est plus probable qu'elle ait été réalisée par Varina, l'épouse de Davis. Varina et sa jeune fille Varina Anne furent autorisés à rejoindre Davis et la famille reçut un appartement dans le quartier des officiers. L'ancien président fut accusé de trahison. Parmi les avocats chargés de le défendre, se trouve l'ancien gouverneur du Maryland Thomas Pratt.

## Dernières années

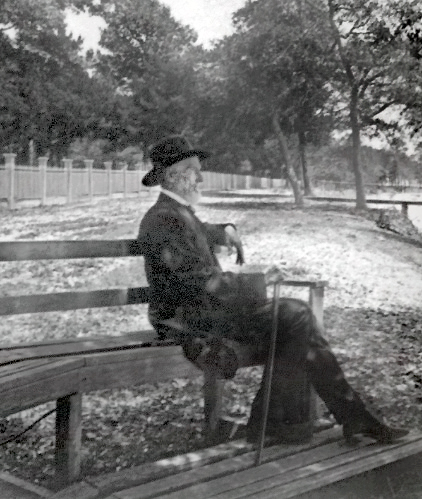
Jefferson Davis dans sa résidence de Beauvoir vers 1885.

Après deux années d'emprisonnement, Davis fut libéré moyennant le paiement d'une caution de 100 000 $ réunie par des personnalités influentes, originaires du Nord comme du Sud, dont Horace Greeley, Cornelius Vanderbilt et Gerrit Smith ; ce dernier était un ancien membre du Secret Six qui avait soutenu l'abolitionniste John Brown. Libre, Davis se rendit au Canada, à Cuba et dans les pays européens à la recherche d'un emploi.
En décembre 1868, le tribunal fédéral rejeta une demande d'annulation de la procédure mais l'accusation abandonna les poursuites en février 1869. La même année, Davis devint président de la Carolina Life Insurance Company à Memphis et résida au Peabody Hotel. L'année suivante, il présida les funérailles de Lee à Richmond. Bien qu'élu au Sénat en 1875, cette fonction lui fut refusée en vertu du XIVe amendement de la Constitution adopté en 1868 pour interdire les fonctions fédérales aux anciens Confédérés. Il déclina une proposition pour devenir le premier président de l'Agriculture and Mechanical College du Texas.
Durant la Reconstruction, Davis n'exprima pas ses opinions en public mais, en privé, il critiquait la présence des troupes fédérales et la mise sous tutelle du Sud. Il considérait le pouvoir des « yankees et des nègres » comme tyrannique. Comme la plupart de ses contemporains, Davis estimait que les Noirs étaient inférieurs aux Blancs et selon l'historien William J. Copper Jr., il croyait que l'ordre social sudiste reposait sur une « administration démocratique blanche reposant sur la domination d'une caste noire contrôlée et exclue ».
En 1876, il fit la promotion du commerce avec l'Amérique du Sud et il se rendit au Royaume-Uni l'année suivante. En 1877, Sarah Dorsey, une riche veuve qui avait appris ses difficultés, l'invita à s'installer dans sa propriété de Beauvoir près de Biloxi, dans le Mississippi. Elle lui offrit une résidence pour son usage privé et l'aida dans la rédaction de ses mémoires. Se sachant gravement malade, elle révisa son testament, léguant tous ses biens à Davis ou, s'il décédait avant elle, à Varina Anne Davis, sa seule fille encore en vie. Sarah Dorsey mourut en 1879, alors que la famille Davis résidait à Beauvoir. Dans les deux années qui suivirent, Davis acheva The Rise and Fall of the Confederate Government.
La réputation de Davis auprès des blancs sudistes s'améliora après la publication de son livre et il réalisa une tournée de la région en 1886 et 1887. À de multiples reprises, il assista à des cérémonies du mouvement de la Cause perdue (Lost Cause), qui cherchait à présenter la guerre de Sécession comme une guerre héroïque au cours de laquelle la Confédération s'était battue pour sa liberté mais avait été vaincue par les forces écrasantes de l'Union. De telles manifestations, qui perdurèrent jusqu'au début du XXe siècle, aidèrent le Sud à surmonter la défaite en l'attribuant à des causes extérieures. Le Meriden Daily Journal avança que lors d'une réception à La Nouvelle-Orléans en mai 1887, Davis demanda aux ex-confédérés d'être loyaux envers l'Union : « Nous sommes aujourd'hui unis et si l'Union doit être rompue, laissons l'autre côté la briser ». Il déclara également que les hommes de la Confédération avaient courageusement combattu en infériorité numérique pour leurs droits durant la guerre de Sécession et que cette vision était ignorée par les historiens du reste du pays.

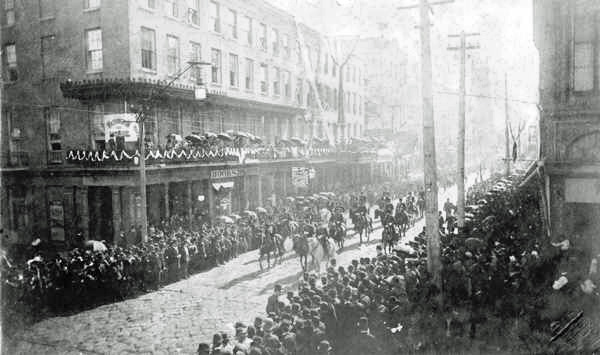
Cortège funèbre de Jefferson Davis à La Nouvelle-Orléans.

Davis termina la rédaction de A Short History of the Confederate States of America en octobre 1889. Le 6 novembre, il quitta Beauvoir pour rejoindre sa plantation de Brierfield. Alors qu'il remontait le Mississippi en bateau par un temps frais et humide, il développa une grippe sévère ; il quitta Brierfield le 13 novembre pour retourner à La Nouvelle-Orléans. Varina, qui avait pris un autre navire pour rejoindre la plantation, le retrouva à mi-chemin ; deux médecins montèrent à bord et diagnostiquèrent une bronchite aiguë aggravée par la malaria. Ils arrivèrent à la capitale de la Louisiane trois jours plus tard et Davis fut emmené dans la résidence de Charles Erasmus Fenner, un juge assesseur de la cour suprême de l'État. Après deux semaines de stabilisation et une brève amélioration de son état, il perdit connaissance dans la soirée du 5 décembre et mourut à 0 h 45 le lendemain en présence de plusieurs amis et de son épouse,.
Les funérailles de Davis furent parmi les plus importantes organisées dans le Sud des États-Unis et il fut initialement inhumé dans la tombe de l'armée de Virginie du Nord dans le cimetière de Metairie, près de La Nouvelle-Orléans. En 1893, Varina Davis demanda qu'il soit enterré au cimetière Hollywood de Richmond. Après l'exhumation, le cercueil fut exposé pendant une journée dans le Memorial Hall de l'association historique de Louisiane, récemment fondée, et de nombreuses personnes dont le gouverneur Murphy J. Foster lui rendirent un dernier hommage avant qu'il ne soit transporté jusqu'à Richmond par un train de la Louisville and Nashville Railroad.

## Héritage

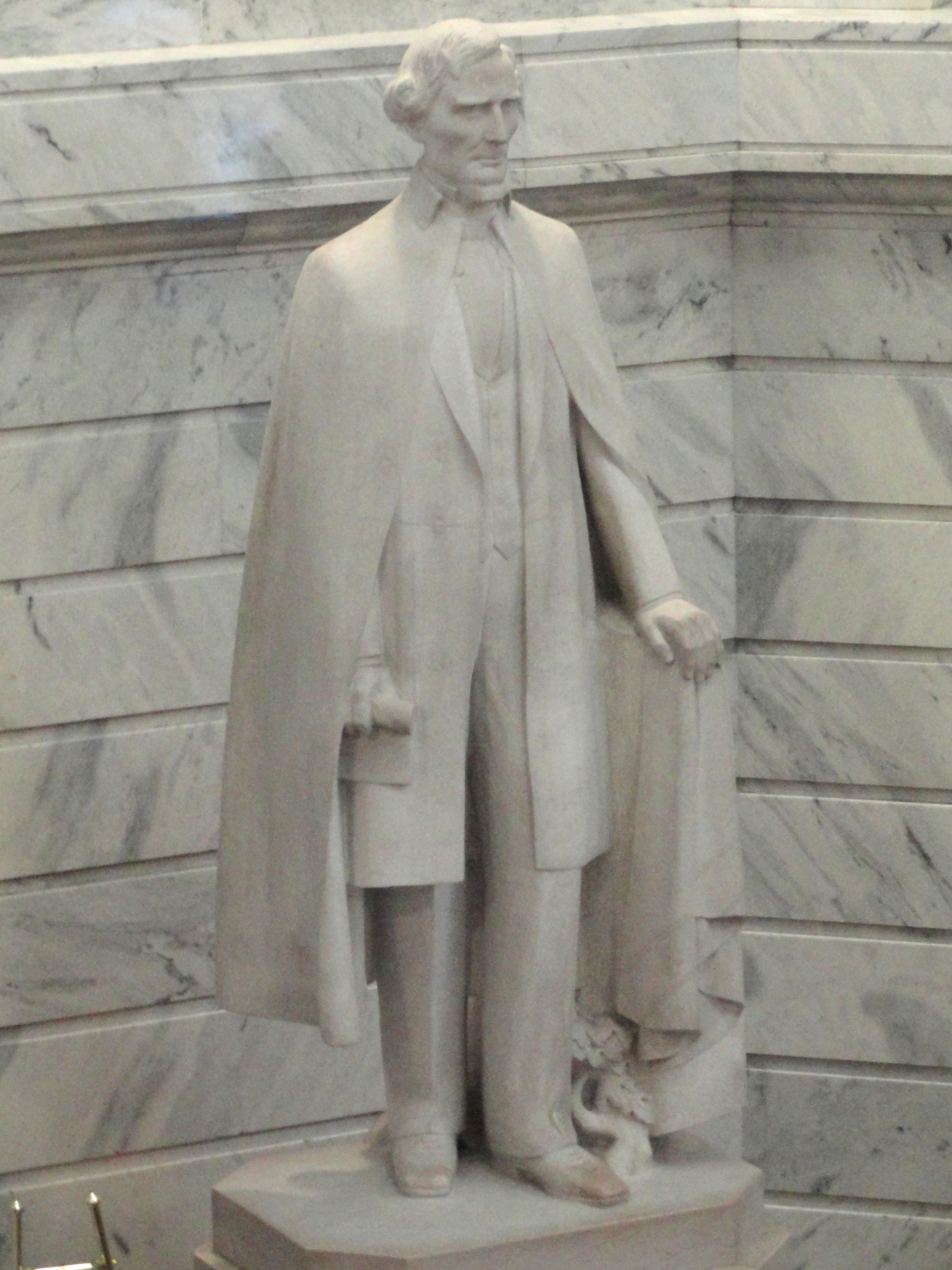
Statue de Jefferson Davis dans le capitole de l'État du Kentucky.

La vie de Jefferson Davis revêt plusieurs facettes. En tant que soldat, il fut courageux et efficace. En tant que politicien, il fut un sénateur et un représentant du Mississippi actif et accompli même s'il n'acheva jamais un seul mandat officiel. En tant que planteur, il employa des esclaves comme la plupart de ses pairs du Sud et défendit l'esclavage. En tant que président des États confédérés d'Amérique, il fut globalement inefficace ; même si la tâche de mener la Confédération face à la plus puissante Union aurait été difficile pour tout dirigeant, la prestation de Davis dans ce rôle est jugée médiocre. Après la guerre, il contribua à la réconciliation de l'ex-Confédération avec l'Union mais resta un symbole de la fierté sudiste.
En raison de ce dernier rôle, Davis a été honoré dans de nombreux mémoriaux. Son lieu de naissance à Fairview est devenu un parc d'État au début du XXe siècle et un obélisque de 107 m y a été construit entre 1917 et 1924. Il a donné son nom à quatre comtés au Texas, en Géorgie, dans le Mississippi et en Louisiane. En 1913, l'association des United Daughters of the Confederacy proposa le Jefferson Davis Memorial Highway, une autoroute transcontinentale devant traverser le Sud des États-Unis,. Le projet ne fut jamais mené à son terme mais des portions en Virginie, en Alabama et dans d'autres États portent toujours le nom de Jefferson Davis.
Le jour de naissance de Davis reste commémoré dans plusieurs États. Le 3 juin est fêté en Floride, au Kentucky, en Louisiane et au Tennessee ; en Alabama, il est célébré le premier lundi de juin et le dernier lundi de mai au Mississippi où il est associé au Memorial Day. Au Texas, le « Jour des héros confédérés » est célébré le 19 janvier, jour de naissance de Robert E. Lee, tandis que le 3 juin est resté fêté jusqu'en 1973.
Certains de ces hommages, créés au début du XXe siècle sont aujourd'hui controversés. Le 20 septembre 2011, le comté d'Arlington en Virginie a voté pour changer le nom de l'Old Jefferson Davis Highway tandis qu'une portion de l'U.S. Route 1 continue de porter le nom de Jefferson Davis Highway,. De même, une proposition de renommage d'une portion de l'autoroute Jefferson Davis dans l'État de Washington provoqua un important débat en 2002 mais fut finalement rejetée par le Sénat de l'État. Dans l'ancienne capitale confédérée, le musée de la Confédération (en) fut impliqué dans une controverse quand il accepta une statue de Davis donnée par l'association des Sons of Confederate Veterans en 2008. L'imposant monument qui lui était consacré sur Monument Avenue à Richmond a été démantelé en 2020.
Une disposition du 14e amendement de la Constitution adopté en 1868 excluait les anciens Confédérés de toute fonction officielle. Une résolution commune demandant l'abrogation posthume de cette interdiction pour Davis fut adoptée par le Sénat le 17 octobre 1978. En signant la loi, le président Jimmy Carter déclara qu'il s'agissait du dernier acte de réconciliation de la guerre de Sécession.

## Hommages et critiques

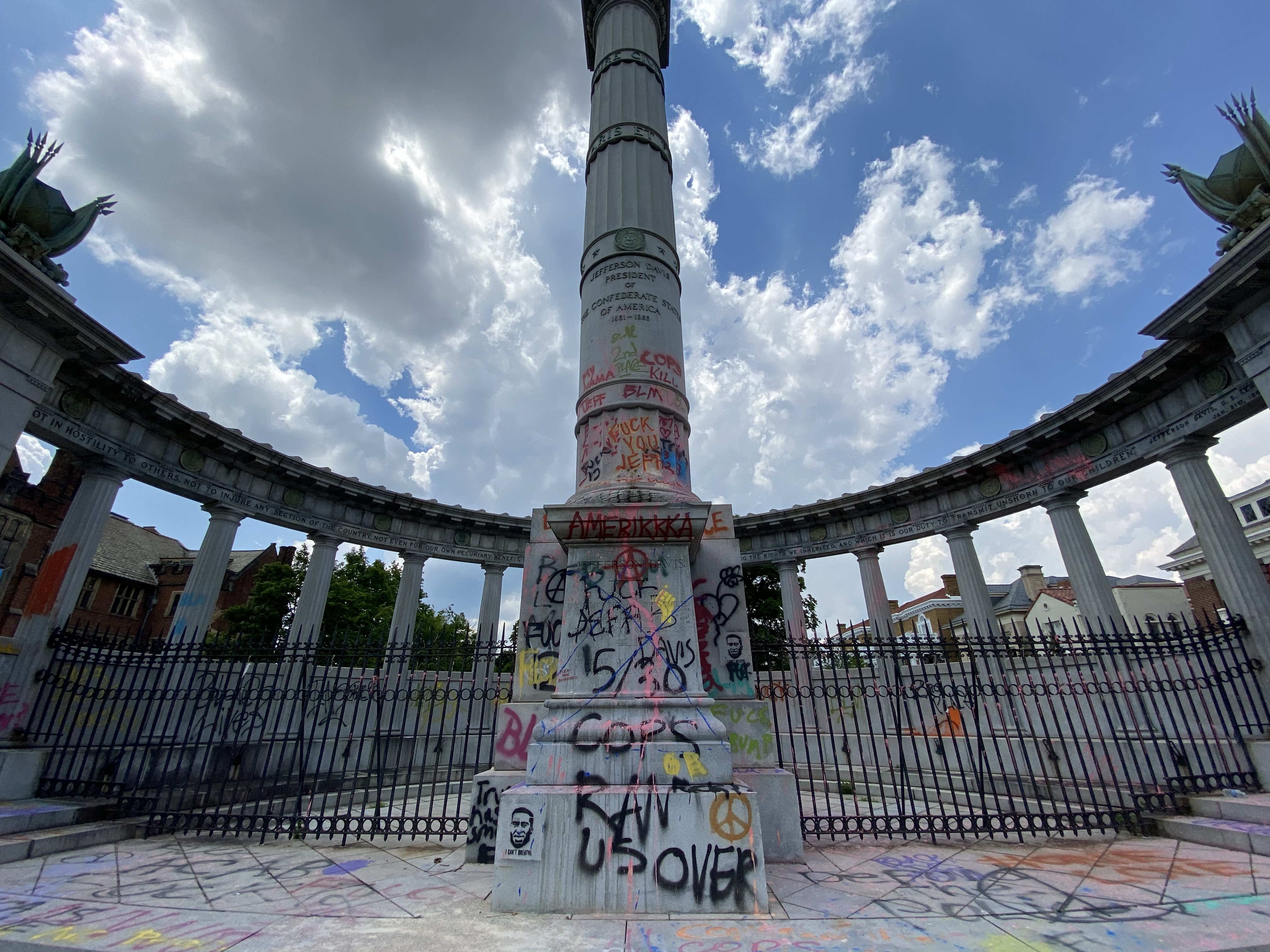
Le mémorial à Jefferson Davis en 2020, à Richmond, après le déboulonnage de la statue, et avant le démontage du monument en 2022.

La mémoire de Jefferson Davis est honorée par de nombreuses statues aux États-Unis. Toutefois, ces hommages sont remis en question depuis les années 2010, dans le cadre du mouvement de décolonisation de l'espace public. À la suite de la tuerie de Charleston en juin 2015, où neuf noirs sont abattus dans une église de Caroline du Sud par un tireur blanc arborant le drapeau confédéré, l'Université du Texas de la ville d'Austin décide de déboulonner le 30 août 2015 la statue monumentale de Jefferson Davis située au cœur du campus. Elle est alors installée dans un lieu plus discret de l'université, un centre de recherche consacré à l'histoire des États-Unis.
Le 23 avril 2017, la municipalité de la Nouvelle-Orléans procède au déboulonnage de ses monuments glorifiant les États confédérés, parmi lesquels la statue de Jefferson Davis.
Le 10 juin 2020, à la suite de la mort de George Floyd, individu noir victime d'une interpellation violente par des policiers blancs, des manifestants déboulonnent, à l'aide de cordes, la statue monumentale de Jefferson Davis à Richmond, en Virginie, dans l'ancienne capitale des États confédérés.

## Filmographie
- 1936 : Hearts in Bondage (en) de Lew Ayres avec Erville Alderson ;
- 1940 : 
  - La Caravane héroïque de Michael Curtiz avec Charles Middleton ;
  - La Piste de Santa Fe de Michael Curtiz avec Erville Alderson ;
- 1942 : Tennessee Johnson de William Dieterle avec Morris Ankrum ;
- 1985 : Nord et Sud de David L. Wolper avec Lloyd Bridges ;
- 2006 : C.S.A.: The Confederate States of America de Kevin Willmott avec Brian Paulett ;
- 2012 : Abraham Lincoln, chasseur de vampires de Timour Bekmambetov avec John Rothman.